# Sonhadores
Sonhadores é uma série brasileira escrita, produzida e dirigida pela cineasta baiana Julia Ferreira. Contendo oito episódios, a série foi inteiramente rodada na cidade de Salvador em 2018, contando ainda com a produção executiva de Fabíola Aquino, então sócia-diretora da Obá Cacauê Produções. No elenco estão atores de projeção nacional como Fernando Alves Pinto e Antônio Pitanga. A série foi distribuída pela O2 Play e disponibilizada no Amazon Prime.

## Elenco
- Antônio Pitanga
- Fernando Alves Pinto